# Saint-Pé-d'Ardet
Saint-Pé-d'Ardet é uma comuna francesa na região administrativa da Occitânia, no departamento do Alto Garona. Estende-se por uma área de 3.47 km², com 152 habitantes, segundo os censos de 2018, com uma densidade de 44 hab/km².